# Portu (fotbalista)
Cristian Portugués Manzanera (španělská výslovnost: [ˈkɾistjam poɾtuˈɣez manθaˈneɾa]; * 21. května 1992 Murcia), známý jako Portu ([ˈpoɾtu]), je španělský profesionální fotbalista, který hraje na pozici křídelníka či ofensivního záložníka ve španělském klubu Girona FC.

## Klubová kariéra

### Valencia
Portu, který se narodil v Murcii, je odchovancem Valencie CF. V rezervním týmu debut v pouhých 17 letech. V B-týmu strávil několik sezón v Segunda División B a také jednu sezónu v Tercera División. V lednu 2012 byl poprvé povolán do prvního týmu Unaiem Emerym kvůli velkému počtu zraněných hráčů.
Portu odehrál svůj první zápas v hlavním týmu 27. února 2014, když v utkání Evropské ligy UEFA proti ukrajinskému Dynamu Kyjev vystřídal Federica Cartabia při domácí remíze 0:0. O tři dny později debutoval v La Lize, a to když se objevil v základní sestavě utkání proti Rayu Vallecano.

### Albacete
Dne 11. července 2014 přestoupil Portu do druholigového klubu Albacete Balompié s opcí na zpětný přestup do Valencie. 18. října vstřelil své první dva profesionální góly při porážce 2:3 proti CD Mirandés.

### Girona
Dne 21. června 2016, po sestupu Albacete, přestoupil Portu do Girony FC, která hrála v té době druhou ligu; v klubu podepsal tříletou smlouvu. Ve své první sezóně vstřelil osm gólů (rovněž si připsal osm asistencí) a pomohl katalánskému týmu k historicky prvnímu postupu do nejvyšší soutěže.
V následující sezóně dal dokonce 11 gólů, i díky němu se Girona snadno udržela v La Lize.

### Real Sociedad
Dne 18. června 2019 přestoupil Portu do Realu Sociedad, který o přestupu informoval prostřednictvím svého účtu na Twitteru. Real zaplatil Gironě částku za přestup okolo 10 milionů euro. Téhož dne podepsal Portu pětiletou smlouvu. Svůj první gól v týmu vstřelil 29. září při prohře 3:2 proti Seville FC.

## Statistiky
K 3. dubnu 2021
| Klub          | Sezóna  | Liga             | Liga   | Liga | Pohár  | Pohár | Evropské poháry | Evropské poháry | Ostatní | Ostatní | Celkem | Celkem |
| Klub          | Sezóna  | Liga             | Zápasy | Góly | Zápasy | Góly  | Zápasy          | Góly            | Zápasy  | Góly    | Apps   | Goals  |
| ------------- | ------- | ---------------- | ------ | ---- | ------ | ----- | --------------- | --------------- | ------- | ------- | ------ | ------ |
| Valencia      | 2013/14 | La Liga          | 1      | 0    | 0      | 0     | 1               | 0               | —       | —       | 2      | 0      |
| Albacete      | 2014/15 | Segunda División | 36     | 6    | 3      | 0     | —               | —               | —       | —       | 39     | 6      |
| Albacete      | 2015/16 | Segunda División | 39     | 6    | 1      | 0     | —               | —               | —       | —       | 40     | 6      |
| Albacete      | Celkem  | Celkem           | 75     | 12   | 4      | 0     | —               | —               | 0       | 0       | 79     | 12     |
| Girona        | 2016/17 | Segunda División | 41     | 8    | 0      | 0     | —               | —               | —       | —       | 41     | 8      |
| Girona        | 2017/18 | La Liga          | 37     | 11   | 0      | 0     | —               | —               | —       | —       | 37     | 11     |
| Girona        | 2018/19 | La Liga          | 34     | 9    | 3      | 1     | —               | —               | —       | —       | 37     | 10     |
| Girona        | Celkem  | Celkem           | 112    | 28   | 3      | 1     | —               | —               | 0       | 0       | 115    | 29     |
| Real Sociedad | 2019/20 | La Liga          | 35     | 7    | 6      | 0     | —               | —               | 0       | 0       | 41     | 7      |
| Real Sociedad | 2020/21 | La Liga          | 27     | 7    | 1      | 0     | 8               | 1               | 1       | 0       | 37     | 8      |
| Real Sociedad | Celkem  | Celkem           | 62     | 14   | 7      | 0     | 8               | 1               | 1       | 0       | 78     | 15     |
| Celkem        | Celkem  | Celkem           | 250    | 54   | 14     | 1     | 9               | 1               | 1       | 0       | 274    | 56     |

## Ocenění

### Klubové

#### Real Sociedad
- Copa del Rey: 2019/20[15][16]